# Liste der Naturdenkmale in Klüsserath
Die Liste der Naturdenkmale in Klüsserath nennt die im Gemeindegebiet von Klüsserath ausgewiesenen Naturdenkmale (Stand 3. Juni 2024).

## Naturdenkmale
| Nr.         | Bezeichnung   | Lage                                             | Beschreibung                             | Bild                                    |
| ----------- | ------------- | ------------------------------------------------ | ---------------------------------------- | --------------------------------------- |
| ND-7235-399 | Gerichtslinde | Lindenstraße, bei Nr. 19 Lage                    | Tilia sp., vor 1500 gepflanzt            | Direkt Bild zu diesem Denkmal hochladen |
| ND-7235-441 | Acht Eichen   | nordöstlich des Ortes; Flur Beim Linsenborn Lage | Quercus sp., acht Bäume, um 1800 gekeimt | Direkt Bild zu diesem Denkmal hochladen |

## Ehemalige Naturdenkmale
| Nr. | Bezeichnung | Lage                                               | Beschreibung                              | Bild                                    |
| --- | ----------- | -------------------------------------------------- | ----------------------------------------- | --------------------------------------- |
|     | Esche       | nordöstlich des Ortes; Flur Auf dem Eulenberg Lage | Fraxinus sp.; Rechtsverordnung aufgehoben | Direkt Bild zu diesem Denkmal hochladen |